# Paratropus penatii
Paratropus penatii är en skalbaggsart som beskrevs av Kanaar 1997. Paratropus penatii ingår i släktet Paratropus och familjen stumpbaggar. Inga underarter finns listade i Catalogue of Life.